# Bergamo Film Meeting
Il Bergamo Film Meeting è un festival cinematografico che si svolge annualmente a Bergamo nel mese di marzo. Fondato dal giornalista Sandro Zambetti e diretto da Angelo Signorelli, è organizzato dall'Associazione Bergamo Film Meeting ONLUS con lo scopo di favorire la conoscenza e la diffusione della cultura cinematografica sul territorio locale e nazionale . La sede principale delle proiezioni è l'Auditorium di Piazza Libertà. In occasione del festival vengono organizzati incontri con gli autori, workshop, laboratori e altre attività legate al mondo cinematografico e dell'arte. Tra le collaborazioni del Festival si segnalano la Fic - Federazione Italiana Cineforum, che edita la rivista Cineforum, e la società Lab 80 film.

## Le sezioni del Festival

### Mostra Concorso
Bergamo Film Meeting è nato come mostra cinematografica non competitiva, ma a partire dall'edizione del 1987 è stata introdotta la sezione competitiva Mostra Concorso con un premio per i primi tre film classificati. Il premio, la "Rosa Camuna" d'oro, d'argento e di bronzo, viene assegnato secondo il giudizio espresso dal pubblico.
Dall'edizione 2009 il premio ha assunto il nome "Premio Bergamo Film Meeting" e a partire dal 2013 viene assegnato anche un premio in denaro al film vincitore della sezione.
La competizione internazionale, riservata ai nuovi autori, presenta lungometraggi inediti in Italia.

### Retrospettive e Personali
- 1983: Mrinal Sen, Daniel Schmid
- 1984: Nagisa Ōshima, John Sayles
- 1985: György Szomjas, James Ivory
- 1986: José Luis Garcia Sánchez, Powell & Pressburger, Speciale Zdf
- 1987: Shōhei Imamura, British Film Institute
- 1988: Ealing Studios, Goran Paskaljevic, Monty Python Flying Circus, Viveca Lindfors
- 1989: Edgar G. Ulmer, Dušan Trančík
- 1990: Hammer & dintorni, Aki Kaurismäki, Monte Hellman
- 1991: Roger Corman, František Vláčil, Thorold Dickinson, Tsui Hark
- 1992: Roger Corman, Eduard Zahariev
- 1993: Riccardo Freda, Wojciech Marczewski, Launder & Gilliat, Mike Leigh
- 1994: A Gainsborough Picture, Jon Jost
- 1995: Gregory La Cava, Olivier Assayas, Lindsay Anderson, Musical MGM
- 1996: Peter Sellers, João Botelho, Cinema d'animazione britannico 1995/96
- 1997: Jan Švankmajer, Shakespeare e il cinema
- 1998: Tex Avery, Catherine Breillat, Shakespeare e il cinema
- 1999: Gianni Amelio, Quay Brothers, Yanagimachi Mitsuo, Carl Th. Dreyer, Charles Laughton
- 2000: Robert Siodmak, Vadim AbdraŠitov, Franca Valeri, 25 anni Cineteca Griffith, Animazione inglese
- 2001: Graham Greene, Jacques Demy e un po' di Varda, Fleischer Studio
- 2002: Roy Ward Baker, Béla Tarr, Paolo Valmarana
- 2003: Georges Simenon, Jack Arnold, Roy Andersson, Gianni Da Campo
- 2004: Lindsay Anderson, Guy Maddin, John Ford, Andrej Tarkovskij
- 2005: Ernst Lubitsch, Agustí Villaronga, Fantascienza inglese
- 2006: David Lean, Robert Wise, Islanda, cinema vulcanico
- 2007: Ricorda la rabbia, Jan Svěrák, Billy Wilder
- 2008: René Clair, Julio Medem
- 2009: Claire Denis, Carol Reed
- 2010: Jean Gabin: una certa idea di Francia, Luci e ombre: la Dark Lady
- 2011: Regina Pessoa, Alfred Hitchcock: il periodo inglese, Fantascienza d'autore, Psycho Thriller
- 2012: Fernando León De Aranoa, L'ombra del dubbio, L'ombra del doppio, Ritratto d'autore
- 2013: Robert Guédiguian, Alec Guinness: uno, nessuno, centomila, Falso d'autore
- 2014: Pierre-Luc Granjon, Dirk Bogarde, Ma papà ti manda sola?

### Visti da vicino
La sezione Visti da vicino è dedicata a documentari di giovani autori indipendenti.

### Kino Club
Nel 2013 è stata creata la rassegna internazionale Kino Club con proposte cinematografiche dedicate a giovani. Oltre alle proiezioni vengono sono laboratori, masterclass e altre attività a tema cinematografico.

## Le pubblicazioni
In ogni edizione viene pubblicato un catalogo generale e una o più monografie.
- 1983: Mrinal Sen
- 1985: James Ivory
- 1986: Michael Powell e Emeric Pressburger
- 1987: Shōhei Imamura
- 1988: Ealing Studios
- 1989: Monty Python, Edgar G. Ulmer
- 1990: Aki Kaurismäki, Hammer e dintorni
- 1991: Roger Corman - vol. 1, František Vláčil, Thorold Dickinson
- 1992: Roger Corman - vol. 2
- 1993: Mike Leigh, Riccardo Freda
- 1994: Jon Jost, Gainsborough
- 1995: Olivier Assayas, Musical MGM
- 1996: João Botelho, Peter Sellers
- 1997: Jan Švankmajer, Shakespeare e il cinema - Prima parte
- 1998: Tex Avery, Catherine Breillat, Shakespeare e il cinema - Seconda parte
- 1999: Gianni Amelio, Quai Brothers, Yanagimachi Mitsuo
- 2000: Vadym Abdrašytov, Robert Siodmak, Franca Valeri
- 2001: Graham Greene, Jacques Demy
- 2002: Béla Tarr, Colpire al cuore - Bergamo nel cinema
- 2003: Roy Andersson, Georges Simenon
- 2004: Guy Maddin, Lindsay Anderson, Andrej Tarkovskij
- 2005: Fantascienza inglese, Agustín Villaronga, Ernst Lubitsch
- 2006: Lab 80 film, David Lean
- 2007: Jan Svěrák, Ricorda con rabbia (Cinema britannico)
- 2008: Julio Medem, René Clair
- 2009: Carol Reed, Claire Denis
- 2010: Jean Gabin
- 2011: Regina Pessoa
- 2012: Fernando León de Aranoa
- 2013: Robert Guédiguian
- 2014: Pierre-Luc Granjon
- 2015: Il Polar